# Даніель Гільперт
Даніель Гільперт (нім. Daniel Hilpert; 27 липня 1981, м. Ашаффенбург, Баварія, Німеччина) — німецький хокеїст, лівий захисник.

## Ігрова кар'єра
Даніель у юнацькому віці виступав за команду Розенгайм. З 1999 виступає у молодіжному складі клубу «Адлер Мангейм» і навіть став чемпіоном Німеччини 2001 року. Надалі він грав за наступні клуби «Ландсгут», Інгольштадт, «Дуйсбург», ХК «Мюнхен», «Ганновер Індіанс» та СК Рісерзее. З 2014 виступав за клуб Баварської ліги «Місбах». У 2017 році завершив кар'єру гравця.
На рівні збірних Гільперт виступав за юніорську та молодіжну збірні.

## Нагороди та досягнення
- Чемпіон Німеччини у складі «Адлер Мангейм» — 2001.

## Статистика
| Сезон                   | Клуб                              | Ліга                    | Регулярна першість | Регулярна першість | Регулярна першість | Регулярна першість | Регулярна першість | Плей-оф | Плей-оф | Плей-оф | Плей-оф | Плей-оф |
| Сезон                   | Клуб                              | Ліга                    | І                  | Г                  | П                  | О                  | ШХ                 | І       | Г       | П       | О       | ШХ      |
| ----------------------- | --------------------------------- | ----------------------- | ------------------ | ------------------ | ------------------ | ------------------ | ------------------ | ------- | ------- | ------- | ------- | ------- |
| 1999/00                 | Молодіжна команда «Адлер Мангейм» | Оберліга                | 56                 | 4                  | 10                 | 14                 | 43                 | –       | –       | –       | –       | –       |
| 2000/01                 | Молодіжна команда «Адлер Мангейм» | Регіональна ліга        | 43                 | 3                  | 10                 | 13                 | 73                 | –       | –       | –       | –       | –       |
| 2001/02                 | Ландсгут                          | Оберліга                | 51                 | 2                  | 11                 | 13                 | 39                 | 8       | 0       | 3       | 3       | 4       |
| 2002/03                 | Ландсгут                          | 2 Бундесліга            | 41                 | 1                  | 10                 | 11                 | 18                 | 9       | 0       | 2       | 2       | 12      |
| 2003/04                 | Інгольштадт                       | ДЕЛ                     | 29                 | 0                  | 0                  | 0                  | 4                  | 9       | 0       | 0       | 0       | 0       |
| 2003/04                 | Ландсгут                          | 2 Бундесліга            | 28                 | 1                  | 4                  | 5                  | 12                 | –       | –       | –       | –       | –       |
| 2004/05                 | Інгольштадт                       | ДЕЛ                     | 52                 | 0                  | 2                  | 2                  | 10                 | 11      | 0       | 0       | 0       | 0       |
| 2005/06                 | Інгольштадт                       | ДЕЛ                     | 47                 | 1                  | 6                  | 7                  | 26                 | 7       | 0       | 1       | 1       | 18      |
| 2006/07                 | Інгольштадт                       | ДЕЛ                     | 51                 | 1                  | 5                  | 6                  | 38                 | 6       | 0       | 0       | 0       | 0       |
| 2007/08                 | Дуйсбург                          | ДЕЛ                     | 53                 | 1                  | 6                  | 7                  | 30                 | –       | –       | –       | –       | –       |
| 2008/09                 | Дуйсбург                          | ДЕЛ                     | 50                 | 0                  | 11                 | 11                 | 43                 | –       | –       | –       | –       | –       |
| 2009/10                 | ХК «Мюнхен»                       | 2 Бундесліга            | 51                 | 8                  | 19                 | 27                 | 38                 | 12      | 0       | 1       | 1       | 8       |
| 2010/11                 | ХК «Мюнхен»                       | ДЕЛ                     | 4                  | 0                  | 0                  | 0                  | 0                  | 2       | 0       | 0       | 0       | 0       |
| 2011/12                 | Ганновер Індіанс                  | 2 Бундесліга            | 45                 | 8                  | 13                 | 21                 | 63                 | 1       | 0       | 0       | 0       | 0       |
| 2012/13                 | Ганновер Індіанс                  | 2 Бундесліга            | 44                 | 1                  | 12                 | 13                 | 34                 | –       | –       | –       | –       | –       |
| 2013/14                 | СК Ріссерзеє                      | ДЕЛ2                    | 54                 | 0                  | 10                 | 10                 | 46                 | 5       | 0       | 0       | 0       | 2       |
| 2014/15                 | Місбах                            | Баварська ліга          | 28                 | 3                  | 22                 | 25                 | 18                 | 3       | 0       | 1       | 1       | 4       |
| Оберліга разом          | Оберліга разом                    | Оберліга разом          | 107                | 6                  | 21                 | 27                 | 82                 | 8       | 0       | 3       | 3       | 4       |
| 2 Бундесліга/ДЕЛ2 разом | 2 Бундесліга/ДЕЛ2 разом           | 2 Бундесліга/ДЕЛ2 разом | 263                | 19                 | 68                 | 87                 | 211                | 27      | 0       | 3       | 3       | 22      |
| ДЕЛ разом               | ДЕЛ разом                         | ДЕЛ разом               | 286                | 3                  | 30                 | 33                 | 151                | 35      | 0       | 1       | 1       | 18      |